# Robbie Jarvis
Robert Stephen "Robbie" Jarvis, född 7 maj 1986 i Yeovil, Somerset, är en brittisk skådespelare som spelar Harry Potters far James Potter som tonåring i den femte filmen om Harry Potter, Harry Potter och Fenixorden från 2007.
Han har medverkat i teater med Weaver Hughes Ensemble. Han gjorde en liten roll 2006 hos Nickelodeon i programmet "Genie In The House" och hade en röstroll i filmen The History Boys. Han har också haft gästroller i BBC:s serie Waking the Dead och ITV:s Brottet och straffet.

## Filmografi
- Genie In The House - "Out of Our Minds" (2006), som Billy
- The History Boys (2006)
- Harry Potter och Fenixorden (2007), som James Potter (Ung)
- Walking the Dead - "Double Bird" (2007), som Chris Lennon (Ung)
- Brottet och straffet - Conviction (2008), som Mark